# Gare centrale de Villach
La gare centrale de Villach  (en allemand : Villach Hauptbahnhof [ˈhaʊ̯ptbaːnˌhoːf] ) est la principale gare ferroviaire de Villach, deuxième ville du land de Carinthie dans le sud de l' Autriche. C'est une gare dédiée principalement au trafic de voyageurs, étant un carrefour important du réseau de trains exploité par les Chemins de fer fédéraux autrichiens (ÖBB).
La gare est desservie par des trains des grandes lignes nationales et internationales (Railjet et InterCity/EuroCity), des lignes régionales (Regional-Express et Regionalzug) et du S-Bahn.

## Situation ferroviaire

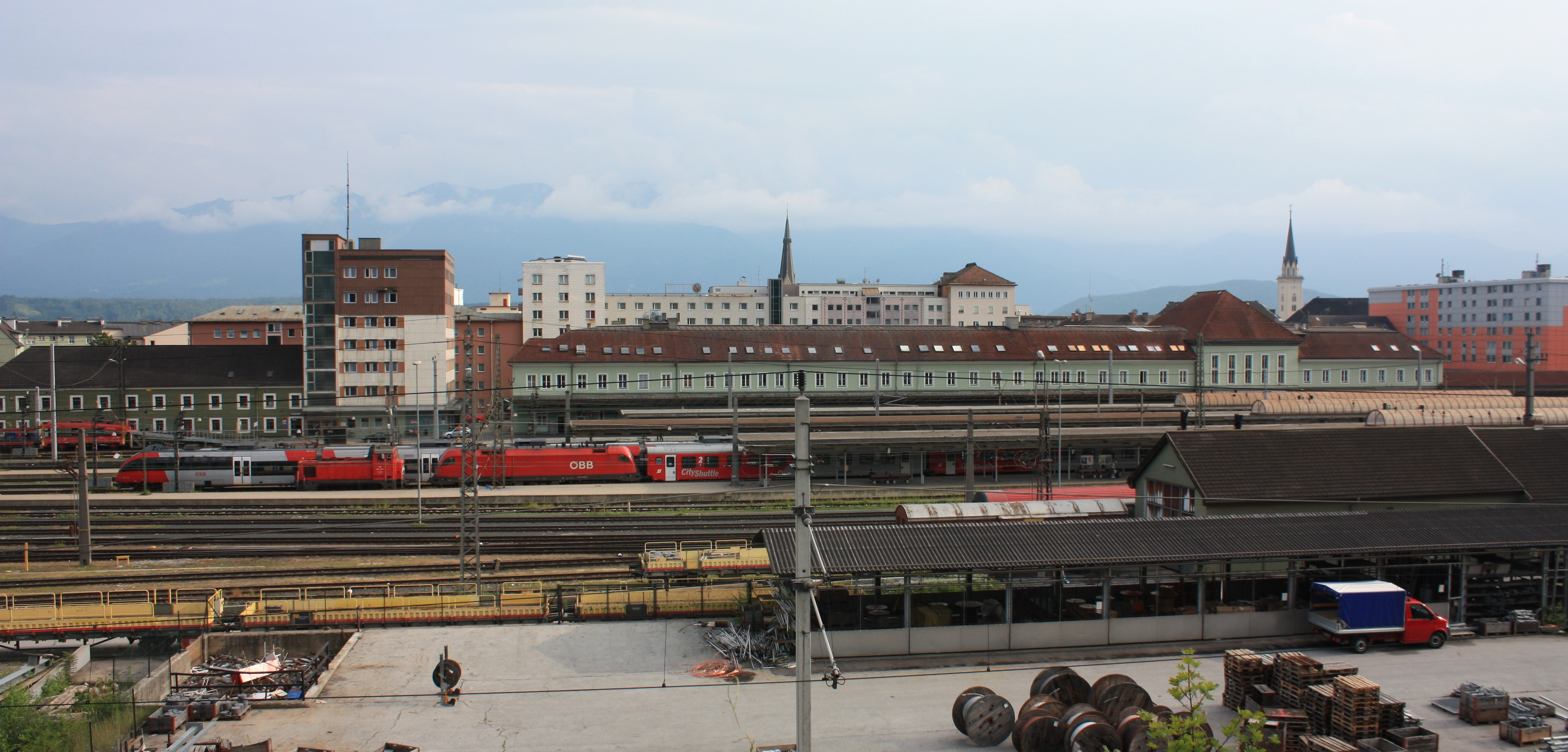
Vue sur les voies ferrées.

La station se trouve au sein de l'espace Alpes-Adriatique, région trinationale entre l'Autriche, l'Italie et la Slovénie. Elle dispose de douze voies, dont quatre voies d'évitement, et d'un terminal auto-train. La gare est située à la ligne ferroviaire de Maribor en Slovénie à San Candido (Innichen) en Italie le long de la Drave (Drautalbahn), au croisement avec la ligne d'Amstetten à Tarvisio (voie ferrée Pontebbana) et la ligne à Rosenbach.  
La gare de Villach est desservie par le Railjet (RJ) autrichien à Vienne et à Venise, les trains InterCity (IC) et EuroCity (EC) à Salzbourg et à Ljubljana/Zagreb, les trains Régionaux-Express (RE) et Regionalzug, ainsi que le S-Bahn de Carinthie, système de transport rapide. La station accueille également les trains  et Nightjet (NJ) et EuroNight à destination de Zagreb par Munich, Ljubljana ou de Venise par Tarvisio et Udine.

## Histoire
La gare est ouverte le 30 mai 1864, sous le nom de Bahnhof Villach. À cette époque, le désenclavement du duché de Carinthie, un pays de l'empire d'Autriche, avait commencé lors de la construction d'un tronçon qui mène de Marburg en Styrie (aujourd'hui Marburg en Slovénie) le long de la Drave via Bleiburg et Klagenfurt à Villach. La ligne, nommée Kärntner Bahn, constituait un embranchement de l'axe ferroviaire Südbahn reliant la capitale, Vienne, au port de Trieste. Les travaux ont été financés par le Credit Anstalt du baron Anselm von Rothschild ; la construction du tronçon jusqu'à Klagenfurt a été achevée le 1er juin 1863, le trajet complet a été ouvert au trafic un an plus tard. 
En 1868, la gare de Villach devint le point d'intersection avec la Rudolfsbahn, voie ferrée reliant la grande ligne de Vienne à Salzbourg (Westbahn) et la Pontebbana commençant par la gare de Tarvis (Tarvisio). L'extension de la Kärntner Bahn vers l'ouest à Franzensfeste (Fortezza) via Lienz, Innichen (San Candido) et le Pustertal fut inaugurée le 20 novembre 1871. Par cette ligne financée par l'Etat le raccordement à la voie ferrée d'Innsbruck à Vérone sur le col du Brenner était atteint. Une troisième liaison ferroviaire de Villach à Rosenbach ainsi qu'à Assling (Jesenice) en Carniole passant par le tunnel des Karavanke fut inaugurée le 1er octobre 1906.
Après la Première Guerre mondiale et la dissolution de l'Autriche-Hongrie, ce réseau ferroviaire est partagé entre la république d'Autriche, le royaume d'Italie et le royaume des Serbes, Croates et Slovènes. La gare prend le nom de Villach Hauptbahnhof le 15 mai 1938.

## Dessertes

### Grandes lignes
| Ligne              | Trajet | Fréquence                       |
| ------------------ | --- | ------------------------------- |
| Railjet            | Vienne - Wiener Neustadt - Bruck an der Mur - Leoben - Klagenfurt - Villach (- Tarvisio - Udine - Venise-Santa-Lucia)                                                                 | Un train toutes les deux heures |
| EuroCity Railjet   | (Belgrade - Zagreb - Ljubljana -) Klagenfurt - Villach - Spittal an der Drau - Schwarzach-St. Veit - Bischofshofen - Salzbourg (- Vienne / Munich - Francfort-sur-le-Main - Dortmund) | Un train toutes les deux heures |
| Nightjet EuroNight | Vienne/Munich - Salzbourg - Villach - Zagreb/Venise-Santa-Lucia | Une paire de trains             |
| Nightjet EuroNight | Vienne/Munich - Villach - Vérone-Porta-Nuova - Milan-Centrale/Florence-Santa-Maria-Novella                                                                                            | Une paire de trains             |
| Nightjet EuroNight | Zurich - Innsbruck/Schwarzach-St. Veit - Villach - Ljubljana - Zagreb - Belgrade | Une paire de trains             |
| Optima-Express     | Villach - Edirne (sans arrêts intermediaries commerciaux) | Une fois par semaine            |

### Lignes régionales
| Ligne                        | Trajet | Fréquence       |
| ---------------------------- | --- | --------------- |
| Regional-Express Regionalzug | (Mallnitz-Obervellach -) Spittal an der Drau - Villach - Klagenfurt (- Sankt Veit an der Glan - Friesach) | Certains trains |
| Regional-Express Regionalzug | Villach - Arnoldstein - Tarvisio - Udine - Trieste                                                        | Deux trains     |

### S-Bahn
| Ligne | Trajet                                  | Fréquence                   |
| ----- | --------------------------------------- | --------------------------- |
| S1    | Lienz – Villach – Klagenfurt – Friesach | Trains à la cadence horaire |
| S2    | Rosenbach – Villach – Sankt Veit        | Trains à la cadence horaire |
| S4    | Villach – Hermagor                      | Trains à la cadence horaire |
| S5    | Villach – Rosenbach (– Jesenice)        | Trains à la cadence horaire |